# Book of Days (The Psychedelic Furs)
Book of Days è il sesto album in studio del gruppo musicale britannico The Psychedelic Furs, pubblicato nel 1989.

## Tracce
1. Shine – 4:03
2. Entertain Me – 5:00
3. Book of Days – 5:11
4. Should God Forget – 4:21
5. Torch – 4:49
6. Parade – 4:45
7. Mother-Son – 4:07
8. House – 5:12
9. Wedding – 4:19
10. I Don't Mine – 3:15

## Formazione
- Richard Butler – voce
- Tim Butler – basso
- John Ashton – chitarra
- Vince Ely – batteria